# 工厂 (歌曲)
工厂是中国大陆音乐人河南说唱之神（张方钊）创作并演唱的单曲，于2024年5月5日以音樂錄影帶（MV）的形式，5月9日上线流媒体平台。歌曲全长4分5秒，由河南说唱之神作词并作曲，sk8miles、John Liu、LusciousBB参与编曲。歌曲采用类似笛声的合成器音效，夹杂工业化的冰冷噪音，讲述了作者故乡河南焦作的工业化进程，批评了对農民的污名化。歌曲引发人们对“故乡”、“小镇青年”等主题的探讨。
《工厂》于2024年5月进入公众视野，河南说唱之神在《新说唱2024》第一期阿卡贝拉（无伴奏合唱）环节凭借本作晋级，但其表演技术引发争议。在冬泳社制作的MV上线后，风评逆转，《工厂》成为中文说唱现象级作品。汪峰等业内人士肯定了歌曲的音乐性和MV的制作；媒体与评论员则借机探讨中文说唱的本土化叙事及歌曲的社会意义。本作获评2024年网易云音乐中文说唱音乐奖年度单曲奖。

## 背景及发行
2024年5月，河南说唱之神参加了《新说唱2024》节目。在阿卡贝拉（即无伴奏合唱）环节，河南说唱之神对着法老和大张伟吟唱了原创新曲《工厂》。尽管歌词不凡，河南说唱之神也最终获得象征晋级的“金链子”，但与全场躁动的情绪相比，近乎颤抖到哽咽的声音使得表演显得格格不入。节目播出后，“#河南说唱之神emo说唱#”冲上新浪微博热搜，评论出现两极分化：多数批评者认为技术太差，flow不行，甚至根本不算是“音乐”；但也有人赞赏了词作，将歌曲奉为少有的中文说唱精品。
事后，河南说唱之神承认自己有些“太激动了”：“凌晨3点，在那么多人面前，唱一首很自省的歌，要剖析自己的内心，展示自己的弱点，很复杂，裡面夹杂着一点悲伤，还有一点羞愧。”但也解释到：“其实当时现场都觉得挺牛X的，很多人都在鼓掌”，只是节目组使用剪輯手法，“让你们觉得现场是另一种反应”。此事件后来被视为当期《新说唱2024》节目的一个爆点。5月4日晚，河南说唱之神在新浪微博发帖，表示阿卡贝拉符合自己的想法，同时预告自己将在次日发布本作的音乐视频（MV）。
歌曲最终于2024年5月5日以音樂錄影帶（MV）的形式发布，5月9日上线流媒体平台，发行商为亚洲华纳（北京）音乐娱乐咨询有限公司。

## 创作与录制
BeatStars显示，《工厂》的原版伴奏是由“sk8miles”制作的《fantasy》，全长3分钟，速度为130 BPM，发布于2023年4月4日。2023年夏，河南说唱之神第一次听到了该伴奏，随即被其中弦乐、童声以及合成器音色所吸引，这些元素令他想到了童年和家乡。家乡的河流、火车的轰鸣等记忆中的元素，与伴奏的旋律交织，激发了他的创作欲望。在郑州出租屋的卧室裡，河南说唱之神花了一到两个小时完成创作。依据自己的创作习惯，河南说唱之神并不特别记录歌词。所以除去构思阶段，后续的录制与混音“可能只用了30分钟就连唱带录弄完了”。河南说唱之神表示，因为“写的全是自己，都是些大白话”，所以很自然就完成了创作。
前半部分初稿完成后，歌曲“一直没动”。直到2024年1、2月份，随着后期自我思考的深入，河南说唱之神“稍微犹豫了一下改了改”，加入了一段主歌（verse），使得最终歌曲长度达到4分5秒。歌曲发行信息显示，参与编曲的还有LusciousBB与John Liu；其中John Liu与河南说唱之神一同担任制作人。

## 音乐视频

### 情节与画面
MV开头闪过奔跑的羊群、工厂的远景，随后手持塑料青龍偃月刀玩具的孩童穿林而过。主歌部分，河南说唱之神现身在宽大的烟囱和庞大的工厂前。进入副歌，河南说唱之神身着宽大的灰色西裝和的红色内搭，被一群亲戚簇拥，呆望着天空。面新闻记者董子琪联想到《Hello！树先生》及贾樟柯的《小武》等电影。歌曲间奏，散发镭射灯光的“鬼火摩托”首次出现，头戴奥特曼面具的孩童随音乐舞动。
MV后半部分，讲述金钱对小镇青年的影响，出现了火焰场面。河南说唱之神站在屋子裡，周围是点燃的火，朋友们在火光裡打架。体现出他内心的斗争。MV结尾，“鬼火摩托”再度出现，行驶在夜晚的道路上，带来浮夸与土俗的特质。先前出现的画面交替闪过，最终定格在一道道火红的亮光划向天空的画面。摄影执导曾浩然说，这与“鬼火”相照应。

### 创作历程
| 导演     | 李烜         |
| 摄影指导 | 曾浩然       |
| 摄影助理 | 侯柯、苏童   |
| 灯光助理 | 孙凯文、陈硕 |
| 制片     | NWRLGN       |
| 剪辑     | 李烜         |

《工厂》音乐视频（MV）的制作团队为“冬泳社”。导演李烜出生于1999年，在大学时就是河南说唱之神的听众；二人早已在微博互相关注。歌曲创作完成后，河南说唱之神找到李烜，后者听了歌又看了歌词，询问他创作的方向。因为歌词写到了童年的事，河南说唱之神就想到回老家拍摄MV。为了更好地理解河南说唱之神的创作感受，李烜提前十天便驻扎在河南省焦作市郊国道旁的一个村庄。
团队起初打算参考欧美说唱MV的典型手法，将画面拍得酷炫而有张力；但随着讨论的深入，最终认为更适合克制地记录和呈现，使得最终MV近八成的部分以固定镜头拍摄。此外，据摄影指导曾浩然所言，MV的基调是魔幻現實主義，因此在结尾处加入了火红亮光划向天空的特殊效果。李烜表示：“如果硬说什么是我们刻意做的，我觉得只有鬼火摩托车和奥特曼的面具，因为这是我成长经验中的元素，一种很自然的创作灵光。”
MV的演员均为当地素人。如开头拿着青龙偃月刀玩具奔跑的龙龙，爸妈在外打工，刚开始面对镜头很害羞，对剧组的一切感到陌生又好奇。拍摄之前，河南说唱之神的妈妈帮他到处询问亲戚朋友，请求帮忙，最终来的人多得如同春節聚会。河南说唱之神表示，尽管大家对拍MV这件事其实没有概念，不会表演，但每个人都充满热情。在和李烜确定大概框架后，他就让他们做自己，做平常做的事。河南说唱之神为借拍摄MV回家与家人团聚一事感到十分幸福。他喜欢MV中被一群亲戚簇拥的画面，因为平常大概没有机会聚齐这么多人，那是一张难得的大合照。
尽管MV的画面被认为致敬了多部电影，李烜透露，MV主要参考了两部电影：一部是李红旗的《寒假》。电影取材于内蒙古一个低调而沉闷的小镇，通过构图以及让素人演员去说一些经过设计的台词，营造出有趣的景象，给人以这裡好像要发生些什么，但最终无事发生之感。另一部则是毕赣的《路邊野餐》。

## 反响
《工厂》的MV在哔哩哔哩上线后，三天内播放量逼近200万，到7月初播放量超过680万，弹幕8000多条；在河南说唱之神的个人微博上，MV两周内收获443万观看、6.1万点赞。因为“小镇青年”等话题引发网民热议，MV评论区一度被媒体评为“小镇青年的赛博哭墙”。河南省焦作广播电视台的官方账号在评论区发表评论，表示“这首歌唱的不错，现在焦作的环境非常优美，MV裡的问题都已经大幅度改善”，随后评论被置顶。据自由亚洲电台记者孙诚观察，有网友将此举视作“对冲下架风险”。歌曲的火爆还引来各路歌手转发MV，录制反应等行为。
河南说唱之神对歌曲走红感到意外，但已平静接受，将流量视作对创作形式的肯定。他表示不会“因为流量迷失自己，要坚守自己的本心”；反而将汲取灵感，日后尝试更多元化的创作。

## 评价
从业者肯定了歌曲的音乐性，并表示MV在歌曲传播过程中起到积极意义。《新说唱2024》音乐总监Mai赞赏了《工厂》对情绪、状态、氛围及内核的综合表达，表示MV出圈是因为通过编曲和镜头语言“让大家更容易沉浸在他的表达”。汪峰将河南说唱之神与美国说唱歌手Eminem作比较，强调歌曲流行的原因有更多在于其音乐性；同时表示歌词具有社会意义。此外，他还注意到MV对隐喻和象征手法的运用。大张伟则在节目中说，歌曲让他联想到魔岩三杰之一的张楚。
评论家肯定了《工厂》在说唱层面的本土化叙事。面新闻评论员尹清露提到，情绪说唱（Emo Rap）风格契合县城主题，是强调“想要逃离但又无法逃离的内心状态”。他还想到中国大陆此前流行的“杀马特”，指出二者具有同源性。“音乐先声”表示，区别于以往中文说唱的“地域特质”，《工厂》试图承载一种“时代情绪”，其甚至认为《工厂》得以开启中文说唱本土化的第三个阶段。
媒体普遍认为歌曲内容深刻，引人思考。《光明日报》记者王艺钊认为歌词真挚、情感质朴，指出《工厂》传递的是“普通人在时代浪潮中浮沉的自我思考”，“唤起了一代人关于故土的回忆”。《新周刊》将歌曲的火爆归因于对“无声的土地”的描写，使得这些体验“可以迁移到每一个普通人身上” 。《凤凰周刊》则称《工厂》是“少年离开县城前的内心独白，它解释了出逃的强烈动机”。由于同期小红书等社交媒体兴起“县城文学”摄影风格，歌曲再次引发人们对“县域社会”、“小镇青年”等主题的探讨。王楷文以此为契机在《澎湃新闻》撰文，探讨“县城文艺”在艺术价值与现实指向之间的矛盾，指出其因“否定性特质”难以脱离先锋派形式，需要突破体制化困境并找到自身核心问题以真正成为艺术。

## 获奖情况
| 日期 | 奖项           | 类别         | 结果 | 来源  |
| ---- | -------------- | ------------ | ---- | ----- |
| 2024 | 中文说唱音乐奖 | 年度单曲     | 獲獎 | [ 6 ] |
| 2024 | 中文说唱音乐奖 | 大众选择单曲 | 獲獎 | [ 6 ] |